# 사렴도
사렴도(思廉島) 또는 상엽도(桑葉島)는 인천광역시 중구 무의동에 속하는 면적 7만810 m²의 작은 무인도로, 무의도의 부속섬이다. 무의도에서 동쪽으로 1.3 km 떨어져 있다. 

## 같이 보기
- 한국의 섬